# Waldyr Gonçalves Tostes
Waldyr Gonçalves Tostes (Juiz de Fora, 16 de setembro de 1906 – 6 de fevereiro de 1896) foi um médico brasileiro.
Graduado em medicina pela Faculdade Nacional de Medicina em 1930. Foi eleito membro da Academia Nacional de Medicina em 1964, sucedendo Sebastião Capistrano Pereira na Cadeira 62, que tem Augusto Brant Paes Leme como patrono.